# Doczekać zmroku
Doczekać zmroku (tytuł oryg. Wait Until Dark) – amerykański dreszczowiec psychologiczny z 1967 w reżyserii Terence’a Younga, zrealizowany na podstawie sztuki Wait Until Dark Fredericka Knotta z 1966.

## Obsada
- Audrey Hepburn jako Susy Hendrix
- Alan Arkin jako Harry Roat
- Richard Crenna jako Mike Talman
- Efrem Zimbalist Jr. jako Sam Hendrix
- Jack Weston jako Carlino
- Samantha Jones jako Lisa
- Julie Herrod jako Gloria